# Norbert Wieczorek
Norbert Wieczorek (* 12. Dezember 1940 in Kassel; † 12. April 2022 in Rüsselsheim am Main) war ein deutscher Politiker (SPD). Er war Mitglied des deutschen Bundestages und von 2000 bis 2002 stellvertretender Fraktionsvorsitzender seiner Partei.

## Werdegang
Nach dem Besuch der Wirtschaftsoberschule erlangte Norbert Wieczorek 1960 sein Abitur. Er studierte in Frankfurt am Main und Göttingen, wo er im Jahre 1966 seinen Abschluss als Diplom-Kaufmann erhielt. Seine Promotion zum Dr. rer. pol. erlangte er schließlich im Jahre 1979.
In den Jahren 1966 bis 1968 war er für ein Industrieunternehmen in der Rohstoffmarktforschung tätig. 1968 und 1969 wurde er wissenschaftlicher Assistent an der Universität Göttingen, wo er vorwiegend mit Verwaltungsaufgaben betraut wurde. Darüber hinaus hielt er dort Seminare für betriebswirtschaftliche Marktlehre ab.
Von 1969 bis 1971 arbeitete er, noch immer an der Universität Göttingen, als wissenschaftlicher Mitarbeiter, finanziert von der Deutschen Forschungsgemeinschaft an einem Forschungsprojekt über Marktanalysen und Prognosen mit. 1971/72 wechselte er an die Universität Bremen als wissenschaftlicher Planer. 1972 bis 1976 wechselte er neuerlich, diesmal an die Rheinisch-Westfälische Technische Hochschule in Aachen, wo er erneut als wissenschaftlicher Assistent mit Verwaltungsaufgaben betraut wurde. Er war dort dem Lehrstuhl für Volkswirtschaftslehre – Außenwirtschaft zugeteilt. Schließlich war er noch zwischen 1976 und 1991 Angestellter der Bank für Gemeinwirtschaft (BfG) in Frankfurt am Main.

## Politische Laufbahn

### Partei
- 1967 Eintritt in die SPD
- Mitglied des Parteirates
- 1972 bis 1981 Mitglied der Stadtverordnetenversammlung Rüsselsheim
- 1976 bis 1993 Mitglied des Kreistages Groß-Gerau

### Abgeordneter
- 1980 bis 1983 sowie vom 11. Juli 1984 bis 22. Oktober 2002 war er MdB
  - In der 13. Wahlperiode (1994–1998) war er Vorsitzender des Ausschusses für Angelegenheiten der Europäischen Union sowie Stellvertretendes Mitglied in der Nordatlantischen Versammlung
  - In der 14. Wahlperiode (1998–2002) war er u. a. Mitglied des Gemeinsamen Ausschusses
  - Vom März 2000 bis Oktober 2002 war er zudem Stellvertretender Vorsitzender der SPD-Fraktion im Deutschen Bundestag
- Am 22. Oktober 2002 schied er aus dem Deutschen Bundestag aus. Sein Nachfolger aus dem Wahlkreis Groß-Gerau war Gerold Reichenbach.

## Privates
Von 1965 bis 1979 war Wieczorek mit der SPD-Politikerin Heidemarie Wieczorek-Zeul verheiratet.

## Mitgliedschaften
- Gewerkschaft Handel, Banken und Versicherungen des Deutschen Gewerkschaftsbundes
- Arbeiterwohlfahrt
- Atlantik-Brücke e. V.
- Trilaterale Kommission e. V.